# Curú Wildlife Refuge
Curú Wildlife Refuge är ett viltreservat i Costa Rica.   Det ligger i provinsen Alajuela, i den nordvästra delen av landet, 130 km nordväst om huvudstaden San José.